# Cesc Fàbregas
Francesc „Cesc” Fàbregas Soler (n. 4 mai 1987, Arenys de Mar, Catalonia, Spania) este un fotbalist spaniol retras din activitate, care a jucat pe post de mijlocaș la echipe ca Barcelona, Arsenal și Chelsea. Pe plan internațional, are prezențe la națională pentru Catalonia, Spania U-16⁠(d), Spania U17⁠(d), Spania U-20⁠(d), Spania U-21 și Spania. După încheierea carierei, a devenit antrenor, și antrenează în prezent pe Como 1907.
A jucat timp de opt ani pe post de mijlocaș la clubul englez Arsenal Londra, în Premier League, activând începând cu anul 2011 la CF Barcelona și la echipa națională a Spaniei. Fàbregas și-a început cariera ca junior la FC Barcelona dar s-a transferat la Arsenal în septembrie 2003, la vârsta de 16 ani. Nu a jucat multe meciuri pentru tunari în primul său sezon în Anglia, dar în urma accidentărilor mijlocașilor de bază ai echipei sale în sezonul 2004-2005, a fost prezent pe teren din ce în ce mai mult. În scurt timp, a devenit titular și playmaker la mijlocul terenului în echipa Arsenal. Debutul în naționala Spaniei a avut loc la un meci al echipelor de juniori sub 17 ani la campionatul mondial FIFA U-17 din Finlanda. În urma performanțelor de la club, a fost convocat la echipa de seniori și a jucat la Campionatul Mondial de Fotbal din 2006. În 2006, Fàbregas a semnat un contract pe opt ani cu Arsenal.

### FC Barcelona
La 15 august 2011, Fàbregas a ajuns la FC Barcelona, catalanii plătind pentru „repatrierea” sa 34 milioane de euro, la care se adăugau încă 5 milioane € dacă echipa câștiga campionatul, lucru care nu s-a mai întâmplat. Fàbregas a debutat în primul său meci la FC Barcelona în returul al doilea al Supercupei de España, ajutând Barcelona să câștige în fața rivalei Real Madrid. El a marcat primul său gol împotriva lui FC Porto, scor 2-0, tot odată câștigând și Supercupa UEFA.

## Statistici carieră

### Club

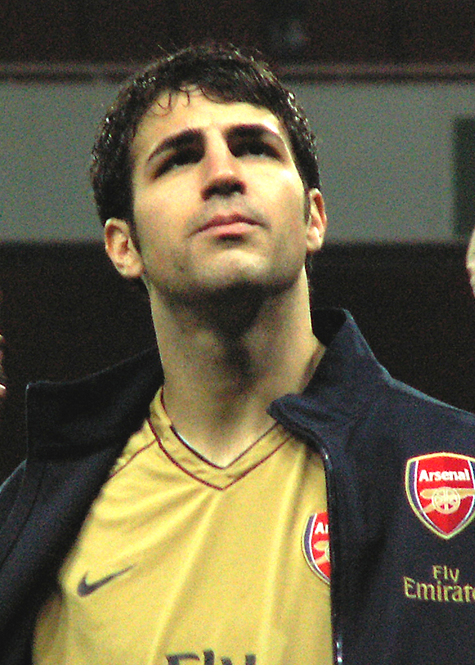
Fàbregas înaintea unui meci cu Newcastle United din ianuarie 2008

La 17 mai 2014
| Club          | Sezon         | Campionat      | Campionat | Campionat | Campionat | Cupă    | Cupă   | Cupă    | Europa  | Europa | Europa  | Total   | Total  | Total   |
| Club          | Sezon         | Divizia        | Meciuri   | Goluri    | Assists   | Meciuri | Goluri | Assists | Meciuri | Goluri | Assists | Meciuri | Goluri | Assists |
| ------------- | ------------- | -------------- | --------- | --------- | --------- | ------- | ------ | ------- | ------- | ------ | ------- | ------- | ------ | ------- |
| Arsenal       | 2003–04       | Premier League | 0         | 0         | 0         | 3       | 1      | 0       | 0       | 0      | 0       | 3       | 1      | 0       |
| Arsenal       | 2004–05       | Premier League | 33        | 2         | 4         | 8       | 0      | 1       | 5       | 1      | 0       | 46      | 3      | 5       |
| Arsenal       | 2005–06       | Premier League | 35        | 3         | 5         | 2       | 1      | 0       | 13      | 1      | 2       | 50      | 5      | 7       |
| Arsenal       | 2006–07       | Premier League | 38        | 2         | 13        | 6       | 0      | 2       | 10      | 2      | 1       | 54      | 4      | 16      |
| Arsenal       | 2007–08       | Premier League | 32        | 7         | 20        | 3       | 0      | 1       | 10      | 6      | 2       | 45      | 13     | 23      |
| Arsenal       | 2008–09       | Premier League | 22        | 3         | 11        | 1       | 0      | 0       | 10      | 0      | 5       | 33      | 3      | 16      |
| Arsenal       | 2009–10       | Premier League | 27        | 15        | 13        | 1       | 0      | 1       | 8       | 4      | 3       | 36      | 19     | 17      |
| Arsenal       | 2010–11       | Premier League | 25        | 3         | 11        | 6       | 3      | 1       | 5       | 3      | 2       | 36      | 9      | 14      |
| Arsenal       | Total         | Total          | 212       | 35        | 77        | 30      | 5      | 6       | 61      | 17     | 15      | 303     | 57     | 98      |
| Barcelona     | 2011–12       | La Liga        | 28        | 9         | 10        | 9       | 3      | 6       | 11      | 3      | 4       | 48      | 15     | 20      |
| Barcelona     | 2012–13       | La Liga        | 32        | 11        | 11        | 8       | 2      | 1       | 8       | 1      | 0       | 48      | 14     | 12      |
| Barcelona     | 2013–14       | La Liga        | 36        | 8         | 13        | 10      | 4      | 1       | 9       | 1      | 2       | 55      | 13     | 16      |
| Barcelona     | Total         | Total          | 96        | 28        | 34        | 27      | 9      | 8       | 28      | 5      | 6       | 151     | 42     | 48      |
| Total carieră | Total carieră | Total carieră  | 308       | 63        | 112       | 57      | 14     | 14      | 89      | 22     | 21      | 454     | 99     | 146     |

### International
Actualizat la 12 iunie 2014
| Spania | Spania  | Spania |
| An     | Meciuri | Goluri |
| ------ | ------- | ------ |
| 2006   | 14      | 0      |
| 2007   | 8       | 0      |
| 2008   | 15      | 1      |
| 2009   | 10      | 4      |
| 2010   | 11      | 1      |
| 2011   | 4       | 2      |
| 2012   | 13      | 3      |
| 2013   | 11      | 2      |
| 2014   | 3       | 0      |
| Total  | 89      | 13     |

#### Goluri internaționale
| #   | Data              | Stadion                                           | Oponent           | Scor | Rezultat | Competiția                                             |
| --- | ----------------- | ------------------------------------------------- | ----------------- | ---- | -------- | ------------------------------------------------------ |
| 1.  | 10 iunie 2008     | Tivoli Neu, Innsbruck, Austria                    | Rusia             | 4–1  | 4–1      | Euro 2008                                              |
| 2.  | 14 iunie 2009     | Royal Bafokeng Stadium, Phokeng, Africa de Sud    | Noua Zeelandă     | 4–0  | 5–0      | Cupa Confederațiilor FIFA 2009                         |
| 3.  | 9 septembrie 2009 | Estadio Romano, Mérida, Spania                    | Estonia           | 1–0  | 3–0      | Calificările pentru Campionatul Mondial de Fotbal 2010 |
| 4.  | 10 octombrie 2009 | Stadionul Republican, Erevan, Armenia             | Armenia           | 1–0  | 2–1      | Calificările pentru Campionatul Mondial de Fotbal 2010 |
| 5.  | 18 noiembrie 2009 | Ernst-Happel-Stadion, Viena, Austria              | Austria           | 1–1  | 5–1      | Meci amical                                            |
| 6.  | 8 iunie 2010      | Estadio Nueva Condomina, Murcia, Spania           | Polonia           | 4–0  | 6–0      | Meci amical                                            |
| 7.  | 2 septembrie 2011 | AFG Arena, St. Gallen, Elveția                    | Chile             | 2–2  | 3–2      | Meci amical                                            |
| 8.  | 2 septembrie 2011 | AFG Arena, St. Gallen, Elveția                    | Chile             | 3–2  | 3–2      | Meci amical                                            |
| 9.  | 10 iunie 2012     | PGE Arena Gdańsk, Gdańsk, Polonia                 | Italia            | 1–1  | 1–1      | Euro 2012                                              |
| 10. | 14 iunie 2012     | PGE Arena Gdańsk, Gdańsk, Polonia                 | Republica Irlanda | 4–0  | 4–0      | Euro 2012                                              |
| 11. | 15 august 2012    | Juan Ramón Loubriel Stadium, Bayamón, Puerto Rico | Puerto Rico       | 2–0  | 2–1      | Meci amical                                            |
| 12. | 6 februarie 2013  | Khalifa International Stadium, Doha, Qatar        | Uruguay           | 1–0  | 3–1      | Meci amical                                            |
| 13. | 8 iunie 2013      | Sun Life Stadium, Miami Gardens, USA              | Haiti             | 2–0  | 2–1      | Meci amical                                            |

## Palmares

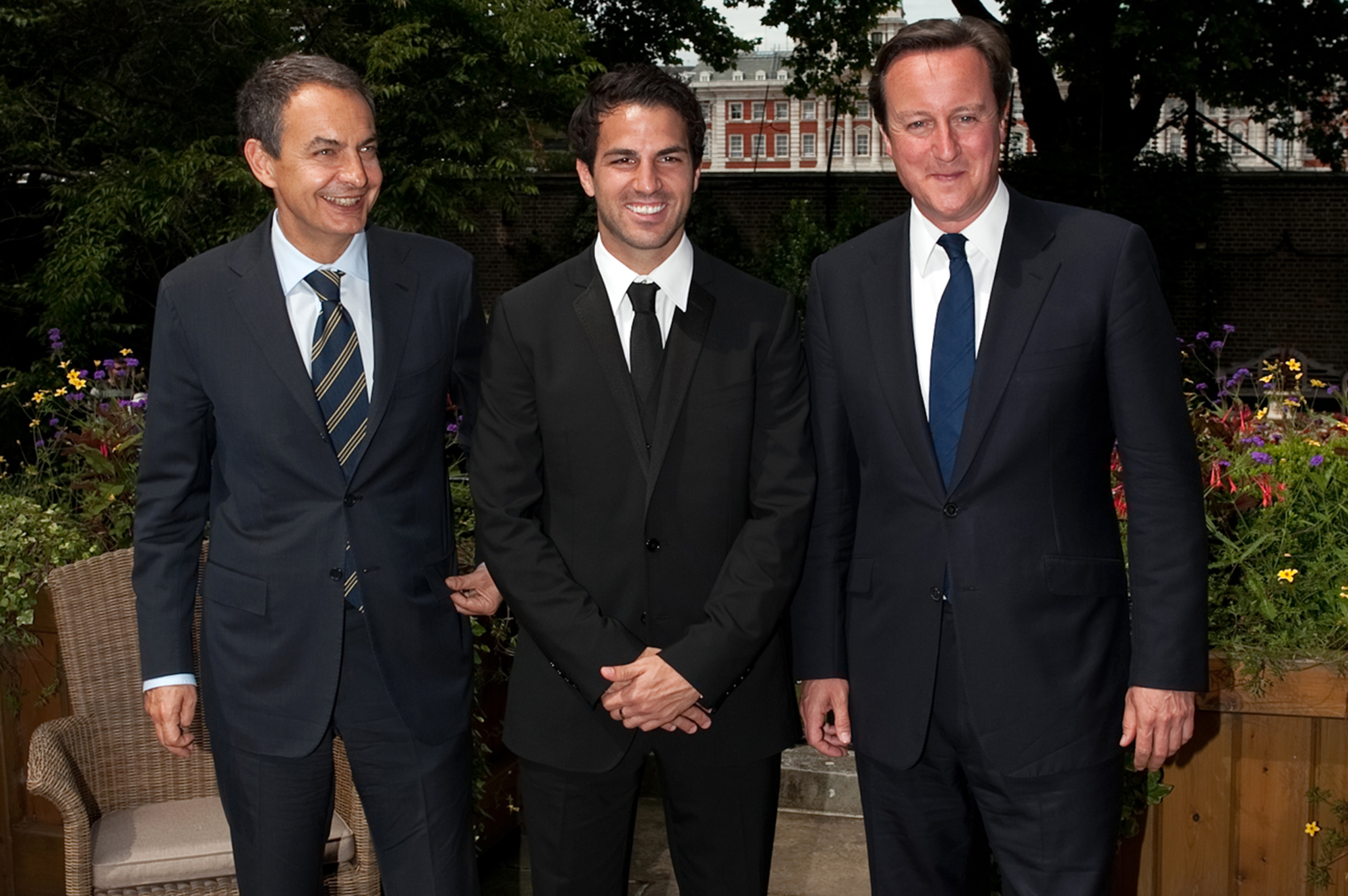
Fàbregas (centre) with then Spain's Prime Minister Rodríguez Zapatero (left), and UK's Prime Minister David Cameron

### Arsenal
- UEFA Champions League

Finalist: 2006
- Premier League:

Vice-campion: 2004–05
- FA Cup: 2005
- FA Community Shield: 2004

Finalist: 2005
- Football League Cup

Finalist: 2007, 2011

### Barcelona
- La Liga: 2012–13

Vice-campion: 2011–12, 2013–14
- Copa del Rey: 2012

Finalist: 2013–14
- Supercopa de España: 2011, 2013

Finalist: 2012
- Supercupa Europei: 2011
- FIFA Club World Cup: 2011

### Națională
Câștigător
- Campionatul Mondial de Fotbal: 2010
- Campionatul European de Fotbal: 2008, 2012

Finalist
- Cupa Confederațiilor FIFA: 2013
- FIFA U-17 World Championship: 2003
- UEFA European Under-17 Football Championship: 2004

Locul 3
- Cupa Confederațiilor FIFA: 2009

### Individual
- FIFA U-17 World Championship Golden Ball: 2003
- FIFA U-17 World Championship Golden Shoe: 2003
- UEFA European Under-17 Football Championship Golden Player: 2004
- Bravo Award: 2006
- Golden Boy: 2006
- UEFA Team of the Year: 2006, 2008
- Premier League Player of the Month: ianuarie 2007, septembrie 2007
- ESM Team of the Year: 2007–08, 2009–10
- PFA Young Player of the Year: 2007–08
- PFA Team of the Year: 2007–08, 2009–10
- UEFA Euro Team of the Tournament: 2008, 2012